# Kungariket Bulgarien
Kungariket (Tsardömet) Bulgarien (bulgariska: Царство България) bildades den 5 oktober 1908 n.s. (den 22 september 1908 g.s.) då furstendömet Bulgarien officiellt förklarade sin självständighet från Osmanska riket, och upphöjdes till kungariket. Denna förändring formaliserade också annekteringen av den osmanska provinsen Östrumelien, som varit under bulgarisk kontroll sedan 1885. 1946 avskaffades monarkin, och tsaren gick i exil när kungariket ersattes av folkrepublik.
Ibland kallas staten för Tredje bulgariska kejsardömet, då tsardöme under medeltiden betydde kejsardöme. Den tredje bulgariska staten var dock internationellt erkänd som kungarike.

## Balkankrigen

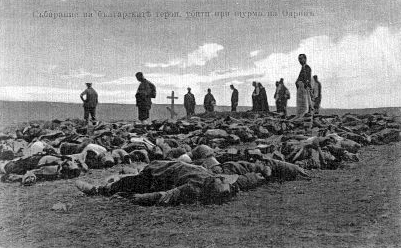
Bulgarer dödade i Balkankriget.

Även efter att den bulgariska staten bildats levde många etniska bulgarer under osmanskt styre, främst i Makedonien. Det blev inte bättre av att Serbien och Grekland också gjorde anspråk på delar av Makedonien, samtidigt som Serbien, som varande en slavisk stat, också räknade makedonska slaver som etniska serber. Nu började en kamp om kontrollen över dessa områden, som varade till första världskriget. 1903 gjordes ett bulgariskt uppror i Osmanska Makedonien, och krig såg ut att nalkas. 1908 använde sig Ferdinand I av kampen mellan stormakterna för att förklara Bulgarien som ett självständigt kungarike, med sig själv som tsar, vilket han gjorde den 5 oktober n.s. (eller den 22 september 1908 g.s., eftersom Bulgarien använde den julianska kalendern fram till 1916) i De fyrtio martyrernas kyrka i Veliko Tărnovo. 1911 började premiärministern Ivan Gesjov arbeta för att få till stånd en allians med Grekland och Serbien. 
I februari 1912 skrev Bulgarien och Serbien ett hemligt avtal och i maj 1912 skrevs ett liknande avtal med Grekland. De tre staterna gick med på att bortse från sina rivaliteter för att planera ett gemensamt anfall mot Osmanska riket (det så kallade Balkanförbundet). Montenegro ingick också i pakten. Avtalen förberedde också för delningen av Makedonien och Thrakien mellan de allierade, även om delningsgränserna lämnades vaga. Då Osmanska riket vägrade att genomföra reformer i de omtvistade områdena, utbröt första Balkankriget i oktober 1912.
De allierade skördade framgång. Den bulgariska armén orsakade flera förkrossande nederlag för de osmanska styrkorna och avancerade mot Konstantinopel, medan serberna och grekerna tog över Makedonien. Osmanerna sökte fred i december 1912. Förhandlingarna strandade, och striderna återupptogs i februari 1913. Osmanerna förlorade Adrianopel till en bulgarisk specialstyrka. Ett andra vapenstillestånd följde i mars 1913, då osmanerna förlorade alla sina europeiska besittningar väster om Midia–Enos-linjen, inte långt från Istanbul. Bulgarien tog kontroll över Thrakien, med bland annat Adrianopel och den egeiska hamnstaden Dedeagach (i dag Alexandroupolis). Bulgarien fick också en bit av Makedonien, norr och öster om Thessaloniki, men bara några små områden vid västgränserna. 

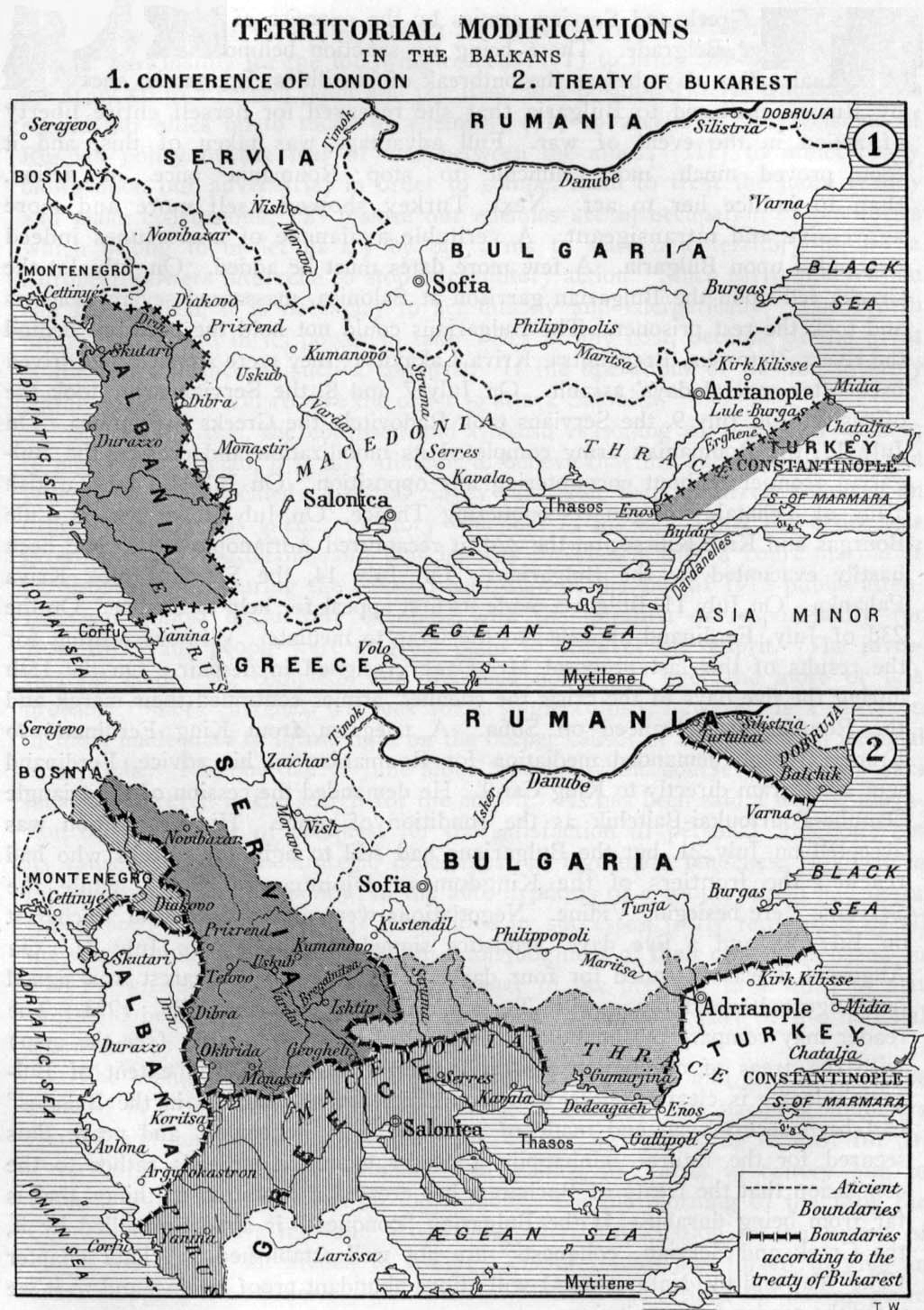
Gränser på Balkanhalvön efter första och andra Balkankrigen (1912–1913).

Bulgarien genomled det högsta antalet stupade bland de allierade, och menade nu att man skulle ha rätt till den största delen av "bytet". Detta höll dock inte serberna med om, och vägrade att utrymma något av det territorium som de hade beslagtagit i norra Makedonien (ungefär samma område som det moderna Nordmakedonien). Serberna menade att den bulgariska armén misslyckats med att fullgöra sina förkrigsmål för Adrianopel (det vill säga misslyckats med att erövra staden utan serbisk hjälp) och att förkrigsöverenskommelserna om att dela på Makedonien skulle ses över. 
Vissa kretsar i Bulgarien ville nu gå i krig mot Serbien och Grekland. I juni 1913 bildade Serbien och Grekland en ny allians, mot Bulgarien. Serbiens premiärminister, Nikola Pašić, sade till Grekland att man kunde få Thrakien om Grekland hjälpte Serbien att hålla Bulgarien borta från den serbiska delen av Makedonien, och Greklands premiärminister Eleutherios Venizelos gick med på det. Då det sågs som en kränkning av förkrigsöverenskommelserna, förklarade tsar Ferdinand, diskret uppmuntrad av Tyskland och Österrike, krig mot Serbien och Grekland och den bulgariska armén anföll den 29 juni 1913. Serbien och Greklands styrkor tvingades först till reträtt med hjälp av Montenegros militär vid västgränsen av ön Korfu, men snart vände striderna så att Bulgarien tvingades till reträtt. Striderna var mycket hårda, särskilt under nyckelslaget vid Bregalnitsa. Snart gick Rumänien med i kriget, och anföll Bulgarien norrifrån. Osmanska riket anföll också, från sydöst. Bulgarien hade förlorat kriget, och tvingades överge de flesta kraven på Makedonien till Serbien och Grekland, medan osmanerna återtog Adrianopel. Rumänien tog över södra Dobrudzja.

## Första världskriget
Efter Balkankrigen vändes opinionen i Bulgarien mot Ryssland och västmakterna, som bulgarerna kände inte gjort något för att hjälpa dem. Vasil Radoslavov vände sig till Tyskland och Österrike, även om dessa var allierade med Osmanska riket, Bulgariens traditionella fiende. Bulgarien hade dock nu inga territoriella anspråk på osmanerna, medan Serbien, Grekland och Rumänien (allierade med Storbritannien och Frankrike) alla var i besittning av landområden som Bulgarien ansåg sig ha anspråk på. Bulgarien, som återhämtade sig från Balkankrigen, stod över första året av första världskriget, men då Tyskland lovade att återställa gränserna till freden i San Stefano förklarade Bulgarien, som hade Balkanhalvöns största armé, krig mot Serbien i oktober 1915. Storbritannien, Frankrike och Italien förklarade krig mot Bulgarien.
Fast Bulgarien, i allians med Tyskland, Österrike och Osmanska riket, vann militära segrar mot Serbien och Rumänien, ockuperade stora delar av Makedonien och intog Skopje i oktober, avancerade in i grekiska Makedonien, och tog Dobrudzja från rumänerna i september 1916, blev kriget snart impopulärt hos majoriteten av det bulgariska folket, som genomled svåra ekonomiska tider och inte heller ville slåss mot sina östkristna grannar i allians med muslimska Osmanska riket. Agrarpartiets ledare Aleksandăr Stambolijski dömdes till fängelse för sitt motstånd mot kriget. Februarirevolutionen 1917 i Ryssland hade stor effekt på Bulgarien, och antikrigs- och antirojalistiska stämningar spreds bland trupperna i flera städer. I juni 1917 avgick Radoslavovs regering. Myterier utbröt inom armén, Stambolijski släpptes ut från fängelset och en ny republik förklarades.

## Mellankrigstiden
I september 1918 bröt serberna, britterna, fransmännen och grekerna genom den makedoniska fronten, och tsar Ferdinand tvingades söka fred. Stambolijski förespråkade demokratiska reformer, men inte revolution. För att bli av med revolutionärerna övertalade han Ferdinand att avgå till förmån för sin son Boris III. Revolutionärerna trycktes tillbaka och armén upplöstes. Vid freden i Neuilly i november 1919 förlorade Bulgarien sin egeiska kust till Grekland och nästan allt sitt makedoniska territorium till Jugoslavien, och tvingades ge tillbaka Dobrudzja till Rumänien, fyra mindre gränsområden i väst till Serbien (trakterna kring Bosilegrad, Tsaribrod, Strumica och Kula) och Västra Thrakien till Grekland. Vid valet i mars 1920 vann agrarpartiet en stor majoritet, och Stambolijski bildade Bulgariens första verkligt demokratiska regering.
Stambolijski mötte stora sociala problem i det ännu fattiga landet, där de flesta fortfarande var småbrukare. Bulgarien var belastat med stora krigsskadestånd till Jugoslavien och Rumänien, och hade även att hantera den problematiska situationen med flyktingar då probulgariska makedonier tvingades lämna jugoslaviska Makedonien.
Stambolijski lyckades genomdriva flera sociala reformer, även om oppositionen från tsaren, godsägarna och officerarna i den starkt minskade, men fortfarande inflytelserika armén, var stark. En annan bitter fiende var Inre makedoniska revolutionära organisationen (VMRO), som ville ha krig för att erövra Makedonien åt Bulgarien. Inför denna mängd fiender allierade Stambolijski sig med det bulgariska kommunistpartiet och öppnade för relationer med Sovjetunionen. 
I mars 1923 skrev Stambolijski ett avtal med Jugoslavien, där den nya gränsen erkändes, och man enades om att försöka slå tillbaka VMRO. Detta kom att utlösa nationalistiska reaktioner, och den 9 juni 1923 genomfördes en statskupp där Stambolijski dödades. En högerregering ledd av Aleksandăr Tsankov tog över, stödd av tsaren, armén och VMRO, som förtryckte bönderna och kommunisterna. Kommunistledaren Georgi Dimitrov flydde till Sovjetunionen. Förtrycket ökade efter det andra av två misslyckade mordattentat mot tsaren genom attentatet mot Sveta Nedelja-kyrkan 1925 (det första skedde i bergspasset Arabakonak). 1926 övertalade tsaren Tsankov att avgå och en mer moderat regering ledd av Andrej Ljaptjev tog över. Amnesti beviljades, men kommunisterna förblev förbjudna. Agrarpartiet, med sin agrarianistiska ideologi, omorganiserades, och vann 1931 års val i fyrpartiallians med bland annat Demokratiska partiet, under ledning av Nikola Musjanov. 
Just då den politiska stabiliteten återställts, drabbade den stora depressionen Bulgarien, och den sociala spänningen steg igen. I maj 1934 genomfördes ännu en statskupp, agrarerna förtrycktes igen, och en auktoritär regim ledd av Kimon Georgiev bildades, med stöd av tsar Boris. I april 1935 tog Boris makten, och styrde genom marionettpremiärministrarna Georgi Kjoseivanov (1935–1940) och Bogdan Filov (1940–1943). Tsarens regim förbjöd alla oppositionspartier och allierade Bulgarien med det nazistiska Tyskland och fascistiska Italien. Fastän Balkanpakten skrevs på 1938 och återställde goda relationer med Jugoslavien och Grekland, fortsatte de territoriella tvisterna att sjuda.

## Andra världskriget
Mött av en invasion gick Bulgarien in i andra världskriget under Filovs regering. Den 7 september 1940 fick Bulgarien genom mutor tillbaka södra Dobrudzja från Rumänien. Bakom detta låg Tysklands ledare Adolf Hitler, genom fördraget i Cariova. Den 1 mars 1941 skrev Bulgarien formellt på Tremaktspakten, och allierade sig med Tyskland, Japan och Italien. Tyska soldater gick in i Bulgarien och förberedde sig att anfalla Grekland och Jugoslavien. Då Jugoslavien och Grekland besegrats kunde Bulgarien ockupera hela Thrakien och nästan hela Makedonien. Bulgarien förklarade krig mot Storbritannien och USA, men trots tysk press förklarade man inte krig mot Sovjetunionen, då proryska stämningar rådde i Bulgarien. 
I augusti 1943 dog plötsligt tsar Boris efter att ha återvänt från Tyskland (enligt vissa blev han angripen, men detta har aldrig bevisats) och efterträddes av sin sexåriga son Simeon II. Makten låg hos ett regeringsråd som leddes av den unge tsarens farbror, prins Kiril. Den nye premiärministern Dobri Bozjilov stödde Tyskland. 
Motståndet mot Tyskland och den bulgariska regimen spreds runt 1943, och stöddes främst av kommunisterna. Tillsammans med agrarerna, ledda av Nikola Petkov, socialdemokraterna och även många arméofficerare, bildades Fosterländska fronten, och partisaner krigade i den bergiga västern och södern. 
Runt 1944 stod det klart att Tyskland var på väg att förlora kriget, och den bulgariska regimen började leta efter en utväg. Bozjilov avgick i maj 1944, och hans efterträdare Ivan Ivanov Bagrianov försökte förhandla med de allierade västmakterna.
Samtidigt bombades Sofia av de allierades stridsflygplan under sent 1943 och tidigt 1944, och räder mot andra större städer följde senare. Den sovjetiska armén avancerade snabbt mot Bulgarien. I augusti 1944 drog sig Bulgarien ur kriget och uppmanade de tyska soldaterna att lämna Bulgarien. Bulgariska soldater drog sig hastigt tillbaka från Grekland och Jugoslavien. I september 1944 korsade sovjeterna den norra gränsen. Den bulgariska regeringen, som desperat försökte undvika en sovjetisk ockupation, förklarade krig mot Tyskland, men sovjeterna kunde inte bevekas och den 8 september 1944 förklarade de krig mot Bulgarien, som nu under några dagar befann sig vara i krig mot både Tyskland och Sovjetunionen. Den 16 september 1944 gick den sovjetiska armén in i Sofia.

## Kommunistkupp
Fosterländska fronten grep makten i Sofia efter en statskupp 1944, och satte upp en bred koalition ledd av tidigare ledaren Kimon Georgiev med bland andra socialdemokraterna och agrarerna. I freden tilläts Bulgarien behålla södra Dobrudzja, men avsade sig formellt alla anspråk på grekiska och jugoslaviska territorier. 150 000 bulgarer fördrevs från grekiska Thrakien. Kommunisterna intog först en mindre roll i den nya regeringen, men de sovjetiska representanterna fick alltmer inflytande. En kommunistkontrollerad folkmilis inrättades, som trakasserade och hotade de icke-kommunistiska partierna.
Den 1 februari 1945 visades de nya maktförhållandena i Bulgarien då prins Kiril, tidigare premiärminister Bogdan Filov, och hundratals andra tjänstemän i den gamla regimen arresterades för krigsförbrytelser. I juni 1945 hade Kiril och övriga styrande, 32 tidigare ministrar och många andra, blivit avrättade. I september 1946 avskaffades monarkin genom folkomröstning, och den unga tsaren Simeon gick i exil. Kommunisterna tog nu öppet över makten, med Vasil Kolarov som president och Dimitrov som premiärminister. De fria val som utlovades 1946 var uppenbart riggade, och bojkottades av oppositionen. Agrarpartiet vägrade att samarbeta med det nya systemet, och i juni 1947 arresterades deras ledare Nikola Petkov. Trots starka internationella protester avrättades han i september 1947. Detta blev det slutliga konstaterandet av att en kommunistisk regim etablerats i Bulgarien.